# Schwägereltern
Schwägereltern ist ein deutscher Fernsehfilm von Hansjörg Thurn aus dem Jahr 2015, der im Auftrag für das ZDF produziert wurde.

## Handlung
David macht seiner Freundin Laila einen Antrag. Das junge Pärchen plant eine opulente Hochzeitsfeier, auf der sich ihre ungleichen Eltern erstmals treffen werden. Die Feier findet im luxuriösen Hotel von Davids Eltern Margret und Robert statt, welches sich an einem See in Brandenburg befindet. Margret hat in der DDR in zwei beliebten Filmen mitgespielt, kämpft aber seit Jahren immer wieder mit ihrer Depression. Robert ist Geschäftsmann und plant die Scheidung von Margret sowie die Schenkung des Hotels an David. Lailas Eltern, Irene und Lutz, haben bei der Ankunft im Hotel mit ganz anderen individuellen Sorgen zu tun. Bei Hebamme Irene besteht der Verdacht von Brustkrebs, am Montag nach der Hochzeit soll sie das Ergebnis der Biopsie erfahren. Hochschuldozent Lutz ist gerade von seinem Chef entlassen worden, weil er aufgrund von Schreibblockaden bei seinen letzten Publikationen plagiiert hat. Sein junger Assistent Ole soll sein Nachfolger werden.
Vor der Hochzeit sollen sich die beiden Elternpaare durch von Laila arrangierte vertrauensbildende Maßnahmen wie Paddeln oder Tauziehen kennenlernen. Das klappt nicht wirklich, die beiden unterschiedlichen Paare ecken immer wieder an. Lutz hält Robert für einen reichen Schnösel, Robert hingegen Lutz für einen gedanklich an der DDR hängenden Marx-Dozenten. Als sich die Hochzeitsplanerin Katrin als Davids Exfreundin entpuppt und sich zudem herausstellt, dass er kurz vor dem Antrag mit ihr geschlafen hat, fährt Laila im alten Volvo ihrer Eltern auf und davon. David macht sich auf die Suche nach seiner Verlobten, während die Eltern auf dem Anwesen bleiben und sich der Aufgabe stellen, den Gästen kurzfristig abzusagen.
Da Lutz wiederholt versucht, seinen Assistenten Ole zu erreichen, vergisst er völlig, Caterer und Band abzusagen, sodass wenig später Essen für 120 Gäste geliefert wird und die Musiker eintreffen. Die beiden Pärchen machen nun eine Feier zu viert, trinken viel Champagner, essen Häppchen und tanzen zur Musik der Band. Die Ereignisse würfeln auch die Beziehungskonstellationen durcheinander. Der beruflich scheiternde Politologe Lutz ist von der früheren DDR-Schauspielerin Margret angetan, sie kommen über alte Zeiten ins Gespräch und beide schauen sich schließlich Szenen aus ihren Filmen an. Die eine Krebsdiagnose fürchtende Irene findet bei Robert ein offenes Ohr, sie springen später nackt in den See und schlafen miteinander. Als David am nächsten Morgen Laila zurückbringt, die mit dem Volvo liegenblieb, kommt es zu Aussprachen zwischen allen Beteiligten. David hat das Hotelfachstudium abgebrochen, im Streit erfährt er von Robert, dass er adoptiert worden ist. Lutz beichtet den Verlust seiner Dozentur, Irene ihren auffälligen Befund, bevor beide zurückfahren.
Irene geht am nächsten Tag in die Klinik zur Befundbesprechung. Lutz kommt überraschend dazu, denn er möchte sie in dieser Sache nicht allein lassen. Er macht ihr einen Heiratsantrag, den sie annimmt. Der Befund ist positiv, sodass Irene eine Chemotherapie machen muss. Mittlerweile suchen auch Robert und Margret das Gespräch, sie thematisiert ihre Depression und wünscht sich von Robert, dass er nicht geht.
Ein Jahr später heiraten Irene und Lutz auf dem Anwesen von Robert und Margret, die wieder zueinandergefunden haben. David ist mittlerweile wieder mit Katrin zusammen und auch Laila hat einen neuen Freund gefunden.

## Hintergrund
Schwägereltern wurde vom 29. Juli 2014 bis zum 26. August 2014 in Berlin und Umgebung gedreht. Für den Film zeichnete die Ninety-Minute Film GmbH verantwortlich.

## Soundtrack
Für den Soundtrack wurden unter anderem folgende – mitunter der Zeit vorauseilende – Songs verwendet:
- Susie Arioli (Blue Skies / Beyond The Sea)
- Mountaineer (A Town Called Ivanhoe)
- Jaqee (Drop Of Water)
- Baby Alpaca (Sea Of Dreams)
- Rhye (The Fall)
- Zahra Hindi (Imik Simik)
- The Rolling Stones (You Can’t Always Get What You Want / Satisfaction)
- My Brightest Diamond (Feeling Good)
- Petter & The Pix (So Easy)
- Asaf Avidan & the Mojos (Poor Boy)

## Rezeption

### Kritik
Das Lexikon des internationalen Films schreibt: „Seichte (Fernseh-)Komödie, die wenig überzeugend möglichst viele Liebende auseinander bringt, um sie dann wieder vereinen zu wollen.“
Die Kritiker der Fernsehzeitschrift TV Spielfilm bescheinigen Schwägereltern den „Mut zu Albernheiten und zu unbequemen Wahrheiten“. Sie gaben dem Film die bestmögliche Wertung, indem sie mit dem Daumen nach oben zeigten.
Rainer Tittelbach gibt dem Film in seiner Besprechung bei tittelbach.tv insgesamt 4,5 von 6 Sternen.

### Einschaltquoten
Die Erstausstrahlung des Films am 15. Februar 2015 wurde in Deutschland 4,04 Millionen Zuschauern gesehen und erreichte so einen Marktanteil von 11,1 % für Das Erste.